# Франсуа Шаму
Франсуа Шаму (фр. François Chamoux; 4 квітня 1915 — 21 жовтня 2007) — французький вчений — еллініст, член Академії надписів та красного письменства (Académie des Inscriptions et Belles-Lettres), куди був обраний на місце Андре Парро.
Автор перекладених на російську мову книг «Давньогрецька цивілізація» («Цивілізація Давньої Греції архаїчного і класичного часу») і «Елліністична цивілізація».

## Праці
(неповний список)
- 1953 — «Киренаїка у часи монархії Баттіадів»  Cyrène sous la monarchie des Battiades  (" Bibliothèque des Écoles françaises d'Athènes et de Rome ", 177), Paris, De Boccard, 1953, 480 p., 28 pl. (thèse).
- 1963 — «Цивілізація Давньої Греції архаїчного і класичного часу» La civilisation grecque de l'époque archaïque et classique , éd. Arthaud, ouvrage de la collection :  Les grandes civilisations dirigée par Raymond Bloch qui préface l'ouvrage. 482. héliogravures, 8 planches en couleurs, 34 cartes et plans.
- 1981 — «Еліністична цивілізація»  La civilisation hellénistique , 1981.

1. 1 2 3 4  Fichier des personnes décédées mirror
2. ↑  Bibliothèque nationale de France BNF: платформа відкритих даних — 2011.
3. ↑  AlKindi
4. ↑  www.aibl.fr
5. ↑  https://aibl.fr/academiciens-depuis-1663/